# Melanconiales
Melanconiales é uma ordem de fungos presentemente alocada à classe Coelomycetes dos fungos imperfeitos. Actualmente considerada como monotípico, os membros deste taxon caracterizam-se por produzirem conídios em acérvulos, estruturas simples constituídas por cavidades sem diferenciação pseudoparenquimatosa das paredes. As espécies pertencentes ao grupo são responsáveis por muitas das doenças das plantas conhecidas como antracnoses.